# Райпур (город, Бангладеш)
Райпур (бенг. রায়পুর, англ. Raipur) — город и муниципалитет на юге Бангладеш, административный центр одноимённого подокруга. Площадь города равна 9,5 км². По данным переписи 2001 года, в городе проживало 25 532 человека, из которых мужчины составляли 50,73 %, женщины — соответственно 49,27 %. Плотность населения равнялась 2688 чел. на 1 км².